# Термопсис ланцетоподібний
Термопсис ланцетоподібний (лат. Thermopsis lanceolata) — трав'яниста рослина, вид роду Термопсис (Thermopsis) родини Бобові (Fabaceae), типовий вид роду.
Назву Thermopsis lanceolata запропонував 1811 року Роберт Браун для рослин, описаних в 1803 році П. Палласом з Сибіру під назвою Sophora lupinoides L., що відрізняються від камчатських рослин, описаних під цією назвою Ліннеєм.
Багаторічна трав'яниста рослина з прямостоячими ребристими запушеними стеблами 10-40 см заввишки. Прилистки листоподібні, яйцювато-ланцетні, до 3 см завдовжки, на верхівці гострі. Черешок 3-8 мм завдовжки. Листя трійчасте, листочки лінійно-довгасті або зворотноланцетні до лінійних, 2,5-7,5 см завдовжки і 0,5-1,5 см шириною.
Суцвіття — верхівкові волоті 6-17 см завдовжки, квітки супротивні або в кільцях по три. Приквітки 0,8-2 см завдовжки. Чашечка роздута, запушена, довжиною близько 2 см. Віночок близько 2,7 см завдовжки, жовтого кольору. Тичинки в числі 10, вільні. Зав'язь густоволосиста.
Плоди — лінійні коричневі боби 5-9 см завдовжки, з носиком на кінці, вкриті запушенням, з 6-14 чорними ниркоподібним насінням 3-5 × 2,5-3,5 мм.